# Bellevue, Kentucky
Bellevue är en ort i Campbell County, Kentucky, USA. År 2000 hade orten 6 480 invånare. Den har enligt United States Census Bureau en area på 2,4 km², allt är land.